# Hébridas Interiores

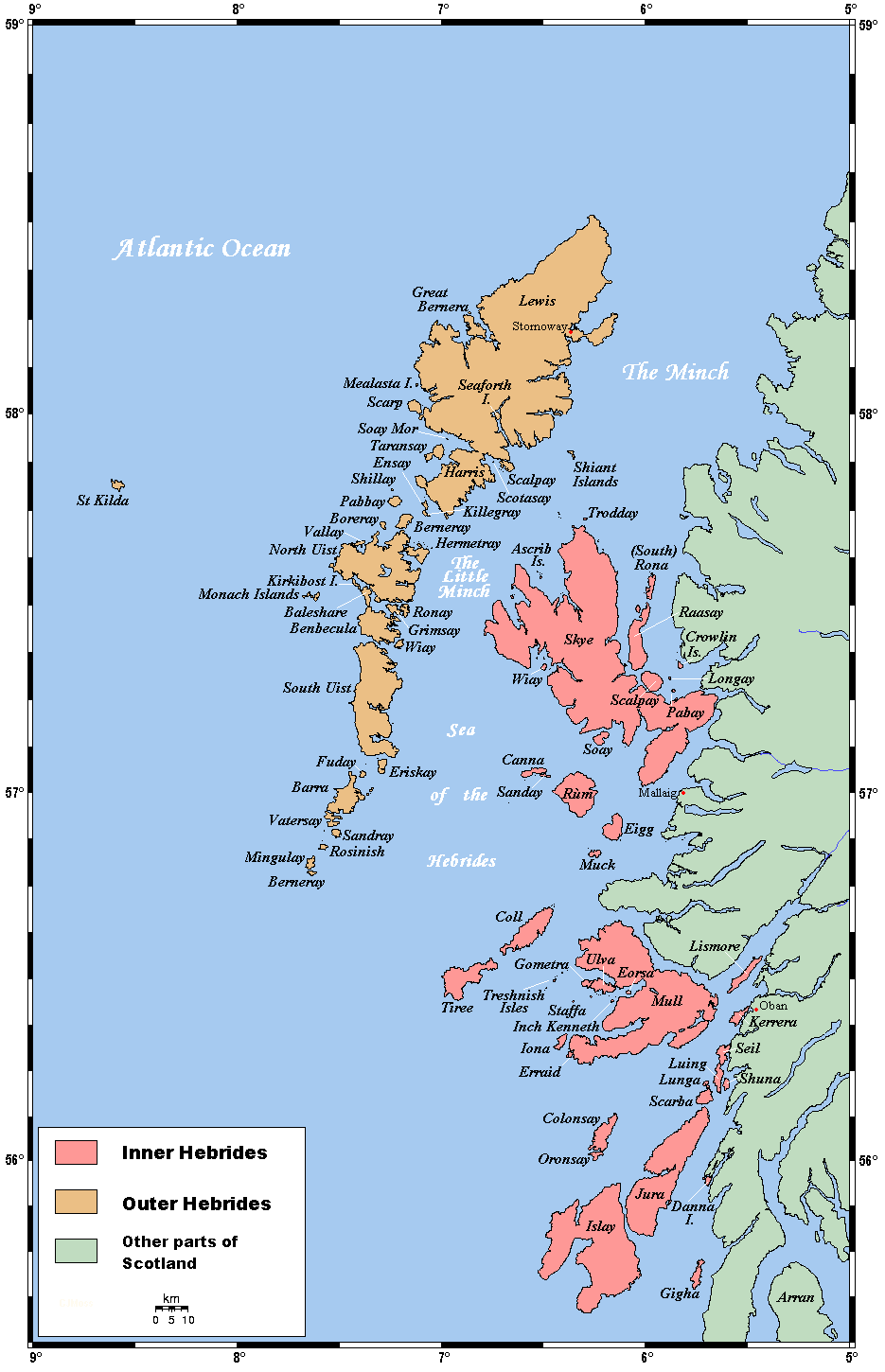
Hébridas Interiores
(a vermelho)

As Hébridas Interiores, também conhecidas como Ilhas Orientais, são um arquipélago da Escócia que se situa a sudeste das Hébridas Exteriores. Tradicionalmente as Hébridas Interiores são divididas em dois grupos: as do Norte e as do Sul.

## História
O povoamento das Hébridas Interiores começou quando os nórdicos chegaram, antes do século IX a.C.. O controlo nórdico começou formalmente em 1098 quando Edgar da Escócia passou as ilhas para Magno III da Noruega. A aceitação dos escoceses de que Magno III governaria as ilhas produziu-se quando este último conquistou as Órcades, as Hébridas e a Ilha de Man. O rei norueguês acabou com os chefes locais nórdicos que estavam desde séculos anteriores nas ilhas e submeteu-as a um controlo real directo.
Foi em quase permanente estado de guerra que estiveram as Hébridas Interiores e Exteriores durante o controlo norueguês, até que como última instância, em 1156, dividiram-se as Ilhas Ocidentais. As Hébridas Exteriores passaram para o Reino de Man e das Ilhas, enquanto que as Hébridas Interiores ficaram controladas por Somerlend (político escocês), aparentado com Lulach da Escócia e com a casa real de Manx. Embora as Hébridas Interiores, a partir de 1156, passassem a formar o Reino das Hébridas, nominalmente estavam sob controlo norueguês, mas os líderes locais eram escoceses linguística e culturalmente.
Dois anos depois da vitória de Somerlend seria adjudicado o controlo da Ilha de Man para si e seria o último "Rei da Ilha de Man e das Ilhas". Somerlend morreu em 1164 e daí em diante o governo de Man nunca mais estaria vinculado às Hébridas Interiores.

## Ilhas

### Ilhas do Norte
As Hébridas Interiores do Norte compreendem a ilha de Skye, as Ilhas Pequenas e todos os ilhéus que rodeam Skye. São parte da Highland Council Area. As ilhas pequenas são: